# Liste d'ébénistes
- Haut – A
- B
- C
- D
- E
- F
- G
- H
- I
- J
- K
- L
- M
- N
- O
- P
- Q
- R
- S
- T
- U
- V
- W
- X
- Y
- Z

## A
- Claudious Abry (1885 - 1972), menuisier, charpentier et ébéniste. Un musée est consacré à son œuvre.
- Rose Adler (1892-1969), relieuse et ébéniste.
- Jacques Adnet (1900-1984), décorateur et architecte.
- André Arbus (1903-1969), architecte et décorateur.
- Jean Avisse (1723-1796), menuisier en sièges.
- Étienne Avril (1748?-1796), ébéniste.

## B
- Ferdinand Barbedienne (1810-1892), bronzier et ébéniste
- Charles Baudry (1791-1859), ébéniste
- Joseph Baumhauer (-1772), marchand ébéniste privilégié du Roi
- famille Befort (ou Béfort), dont :
  - Jean-Baptiste Befort (mort en 1840), ébéniste français d'origine belge
  - Jean-Baptiste Befort fils, fils aîné du précédent, ébéniste et antiquaire (successeur : Heubès)
  - Mathieu Befort, dit Befort le jeune (1813-1880), frère du précédent, ébéniste
- famille Bellangé, dont :
  - Pierre-Antoine Bellangé (1757-1827), ébéniste fournisseur attitré de Napoléon 1er puis de Charles X
  - Louis-François Bellangé (1759-1827), ébéniste français, frère du précédent
  - Louis-Alexandre Bellangé (1796-1861), ébéniste français, fils de Pierre-Antoine
  - Alexandre Bellangé (1799-1863), ébéniste français, fils de Louis-François
- Guillaume Beneman (?-1803), ébéniste (Me 1785)
- Quentin Bergot (depuis 1968), ébéniste émérite et sculpteur sur bois
- Isidore Bernhart (1898-1976), ébéniste et pataphysicien. (V.André Mailfert)
- Georges Berthelot (1922) - Sculpteur sur bois
- famille Beurdeley, dont :
  - Louis-Auguste-Alfred Beurdeley (1808-1882), ébéniste et marqueteur
  - Alfred Emmanuel Louis Beurdeley (1847-1919), ébéniste et marqueteur
- Léonard Boudin (1735-1807) ébéniste, marqueteur et marchand
- André-Charles Boulle (1642-1732), ébéniste et marqueteur, quatre de ses fils poursuivirent son œuvre :
  - Jean-Philippe Boulle (~1680-1744)
  - Pierre-Benoît Boulle (~1683-1741)
  - André-Charles Boulle II dit « Boulle de Sève » (1685-1745)
  - Charles-Joseph Boulle (1688-1745)
- Denis Bruyère (1957), ébéniste et sculpteur ornemaniste belge, conservateur-restaurateur de meubles de grand patrimoine
- Carlo Bugatti (1856-1940) ébéniste et décorateur italien

## C
- Canabas (de son vrai nom Joseph Gengenbach) (1712-1797), Me 1766 (XVIIIe siècle), ébéniste et marqueteur
- François-Rupert Carabin (1862- 1932), sculpteur et ornemaniste
- Martin Carlin (vers 1730-1785), ébéniste et marqueteur
- Francisque Chaleyssin (1872-1951), ébéniste et décorateur
- Alfred Chanaux (1887-1965), dessinateur
- Pierre Chareau (1883-1950), architecte et décorateur
- Marcel Coard (1889-1975), ébéniste
- Jean-Joseph Chapuis (1765-1864), ébéniste, disciple de Jacob
- Henri Cler (1862-1910), ébéniste anarchiste du Faubourg Saint-Antoine
- Michel Colomban (né en 1932)
- Les "Couleru" de Montbéliard menuisiers et ébénistes
  - Abraham-Nicolas Couleru (1717-1812)
  - Pierre-Nicolas Couleru (1735-1824)
  - Marc-David Couleru (1732-1804)
  - Geaorges-David Couleru (1761-1845)
- Charles Cressent (1685-1768), ébéniste
- Louis Cresson II
- Famille Criaerd, menuisiers et ébénistes
  - André Criaerd
  - Mathieu Criaerd (1689-1776), frère du précédent
  - Antoine-Mathieu Criaerd, fils du précédent
- Famille Cruchet (vers 1724-1787)
  - Michel-Victor Cruchet (1815-1899)
  - Claude-Philippe Cruchet (1841-après 1900)]

## D
- Henry Dasson (1825-1896), ébéniste et bronzier
- Louis Delanois (1731-1792), menuisier en sièges
- Adrien Delorme (1722-1791) ébéniste reçu Maître le 22 juin 1748
- Jean-Baptiste Demay (1759-1848), menuisier en sièges
- Jacob Desmalter voir François-Honoré Jacob (1770-1841), ébéniste
- Charles-Guillaume Diehl (1855-1885), ébéniste
- Jacques Androuet du Cerceau (1510-1588), architecte
- Famille Dubois, ébénistes, dont :
  - Jacques Dubois (1693-1763), ébéniste
  - René Dubois (1737-1799), ébéniste
- Jean Dunand (1877-1942), dinandier et laqueur
- Bon Durand, reçu maître ébéniste parisien le 18 février 1761
- Gervais-Maximilien Durand (1839-1911), ébéniste
- Famille Durand, fournisseur du Mobilier de la Couronne sous la monarchie de Juillet dont :
  - Prosper-Guillaume-Jean Durand (1784-1859), ébéniste et menuisier, actif de 1810 (environ) à 1838
  - Étienne-Philippe Durand (1813-1894), fils du précédent, ébéniste, menuisier et tapissier, actif de 1838 à 1860
- Jean Pierre Dusautoy (1719-1800), ébéniste

## E
- Charles Eames (1907-1978), designer américain.
- Thomas Elfe (1719-1775), architecte d'intérieur pendant l'époque coloniale de l'Amérique.
- Jean-Charles Ellaume, (parfois dit Allaume) ébéniste français, est reçu maître le 6 novembre 1754. Son atelier se trouvait rue Traversière, dans le faubourg Saint-Antoine, à Paris.

## F
- Georges de Feure (1868-1943), décorateur
- famille Foliot (XVIIIe siècle), ébénistes et menuisiers, dont :
  - Nicolas-Quinibert Foliot (1706-1776), ébéniste
  - Toussaint Foliot (1715-1798), ébéniste
  - François II Foliot (1748-1808), ébéniste
- Paul Follot (1877-1941), ébéniste
- famille Foullet, au faubourg Saint-Antoine à Paris : 
  - Antoine Foullet (vers 1710-1775), le père, ébéniste spécialisé pour l'horlogerie
  - Pierre-Antoine Foullet (1746-1809), le fils, ébéniste-marqueteur
- Fourdinois père et fils, 38 puis 46 rue Amelot :
  - Alexandre-Georges Fourdinois (1799-1871), sculpteur et tapisiser
  - Henri-Auguste Fourdinois (1830-1907), sculpteur et tapissier
- Jean-Michel Frank (1893-1941), décorateur
- Philippe Fluchaire, menuisier et ébéniste

## G
- Émile Gallé (1846-1904), décorateur verrier, sculpteur, marqueteur
- Eugène Gaillard (1862-1933), décorateur
- Pierre Garnier (ébéniste) (1726/1727-1806), ébéniste marqueteur
- Antoine-Robert Gaudreau (1680- 1751), ébéniste
- Georges Gay (fin du XVIIIe siècle), ébéniste
- famille Giroux, tablettiers et ébénistes, dont
  - Alphonse Giroux (XIXe siècle), tablettier et ébéniste
- famille Gourdin (XVIIIe siècle), menuisiers en sièges
- Eileen Gray (1879-1976) (Irlandaise), dessinatrice et laqueuse
- Frères Grohé de 1830 à 1884, ébénistes (Guillaume et Jean-Michel)
- André Groult (1884-1966), décorateur et dessinateur de meubles
- Hector Guimard (1867-1942), architecte et décorateur
- Jules Guiguet (1861-1912), ébéniste et sculpteur sur bois qui travailla à Grenoble

## H
- famille Hache (XVIIIe siècle), ébénistes
- René Herbst (1891-1982), architecte et décorateur
- François-Joseph-Hubert Heubès (né vers 1826-mort après 1894), ébéniste et antiquaire parisien, successeur de Befort (voir à ce nom) et père de Charles Heubès
- Nicolas Heurtaut (XVIIIe siècle), menuisier en sièges
- manufacture Heywood Wakefield, menuisiers en sièges et sculpteur

## I
- Paul Iribe (1883-1935), dessinateur, décorateur, journaliste et caricaturiste

## J
- famille Jacob, menuisiers et ébénistes depuis le roi Louis XV à la Restauration, dont
  - Georges Jacob (1739-1814), menuisier en sièges
  - Georges Jacob Fils (1768-1803), menuisier en sièges
  - François-Honoré Jacob ou Jacob Desmalter (1770-1841), menuisier et ébéniste
  - Georges-Alphonse Jacob-Desmalter (1799-1870), menuisier et ébéniste
- Arne Jacobsen (1902-1971), designer
- Michel Jansen (XIXe siècle), ébéniste
- Charles-Édouard Jeanneret dit Le Corbusier (1887-1965), architecte
- famille Jeanselme de 1824 à la fin du XIXe siècle, menuisiers en sièges, ébénistes, décorateurs-marchands de meubles, successeurs de la famille Jacob à partir de 1847 :
  - Joseph Pierre François (1796-1860), le père
  - Jean Arnoux (1798-1866), son frère
  - Charles Joseph Marie (1827-c.1872), le fils
  - Charles Joseph Henri (1856-1913), le petit-fils
  - Pierre Antoine (1818- ?), demi-frère de Joseph, installé à son propre compte
- Francis Jourdain (1876- 1958), architecte d'intérieur
- Jean Guillaume Limouza, célèbre menuisier et ébéniste Lyonnais

## K
- Othon Kolping (1775- 1853), menuisier et ébéniste entre 1800 et 1848
- Antoine Krieger (1800-1860)

## L
- « Lacroix »  voir Roger Vandercruse, (1728-1799), ébéniste
- Charles-Honoré Lannuier (1779- 1819), ébéniste installé à New york
- Nicolas-Alexandre Lapie (vers 1730-1775), maître ébéniste à Paris en 1764
- Hubert Le Gall (1961-), designeur français, créateur et sculpteur
- Pierre-Émile Legrain (1889-1929), relieur et ébéniste
- Jean-François Leleu (1729-1807), maître ébéniste à Paris en 1764
- Jules Leleu (1883-1961), ébéniste et décorateur
  - André Leleu, fils de Jules, (XXe siècle), ébéniste et décorateur
- famille Lemarchand, entre 1790 et 1850, ébénistes dont:
  - Charles-Joseph Lemarchand, (1759-1826), ébéniste ;
  - Louis-Édouard Lemarchand, (1795-1872), fils du précédent, ébéniste ;
- Étienne Levasseur (1721- 1798), ébéniste
- famille Lieutaud, dont :
  - Balthazar Lieutaud, ébéniste à Paris, spécialisé dans les caisses de pendules de parquet et de régulateurs
- Édouard Lièvre (1828-1886), dessinateur et ornementiste
- François Linke (1855-1946), ébéniste entre 1880 à 1918
- Guillaume-Edmond Lexcellent (1834- ?), ébéniste
- Jacques Lucien (1748 - 1811), Maitre ébéniste en 1774. Il exécuta quantité de meubles pour le garde-meuble royal

## M
- Jean Macé (?-1672), ébéniste marqueteur (« sculpteur en mosaïque de bois ») actif sous Louis XIII et Louis XIV
- Giuseppe Maggiolini (1738-1814), ébéniste italien
- André Mailfert
- Louis Majorelle Louis (1859-1926), ébéniste et décorateur
- André Mare (1885-1932), ébéniste
- Nicolas Louis Mariette, maître menuisier ébéniste en 1770
- Paul McCobb (XXe siècle), designer
- famille Mansion XVIIIe siècle, menuisiers et ébénistes au faubourg Saint-Antoine à Paris, dont :
  - Antoine Mansion (1716-1783)
  - Simon Mansion (1741-1805), ébéniste, fils du précédent, et dont les 4 fils furent également ébénistes :
    - Antoine Simon Mansion (1764-1835), reçu maître ébéniste en 1786, fournisseur du Garde-Meuble Impérial
    - Antoine Simon Mansion (1777-1855)
    - Simon Nicolas Mansion (1773-1854) dit Mansion Jeune, ébéniste, il fut également sculpteur
    - Jean Laurent Mansion (1776-1824), fournisseur du Garde-Meuble Impérial
- André Mare (1885-1932), ébéniste
- Conrad Mauter (1742-1810), maître ébéniste fournisseur du comte d'Artois
- Jean-Paul Mazaroz, sculpteur et ébéniste (seconde moitié du XIXe siècle)
- Claude Mercier (1802-1880), ébéniste faubourg Saint-Antoine
- Pierre Migeon, XVIIIe siècle, menuisiers et ébénistes :
  - Pierre Migeon I, ébéniste
  - Pierre Migeon II (av. 1637-vers 1677), ébéniste
  - Pierre Migeon III (1665-1717), ébéniste
  - Pierre Migeon IV (1696-1758), ébéniste notamment fournisseur de la marquise de Pompadour
  - Pierre Migeon V (1733-1775), ébéniste
- Bernard Molitor (1755-1833), ébéniste
- Philippe-Claude Montigny (1734-1800), ébéniste
- famille Monbro, entre 1830 et 1870, ébénistes, restaurateurs et antiquaires
- Louis Moreau, maître ébéniste en 1764

## N
- famille Nadal, dont :
  - Jean Nadal dit « Nadal l'aîné », XVIIIe siècle, ébéniste
  - Jean-René Nadal (1733-1783), ébéniste
- George Nelson (XXe siècle), designer
- Nivert, (XVIIIe siècle), ébéniste
- Pierre Nogaret (1718-1771), menuisier

## O
- Jean-François Oeben (1720-1763), ébéniste
- Gilles-Marie Oppenordt (1672-1742), ébéniste
- Maxime Old (1910-1991), ébéniste, architecte d'intérieur, décorateur

## P
- Louis Peridiez (1731-1795) ébéniste
- Charlotte Perriand (1903-1999), collaboratrice de Le Corbusier
- Nicolas Petit (1732-1791), ébéniste
- Pinard, milieu du XIXe siècle, ébéniste entre 1848 et 1853
- Philippe-Joseph Pluvinet, (Louis XV, XVIIIe siècle), menuisier en sièges
- Pommier, sous le Consulat et l'Empire, ébéniste
- Jean Popsel (1720 - 1785) reçu Maître en 1755, ébéniste
- Eugène Printz (1889-1948), ébéniste

## Q
- Eugenio Quarti (1867-1926) ébéniste italien

## R
- Armand-Albert Rateau (1882-1938), dessinateur, ébéniste et décorateur
- Félix Rémond (1779-1860 ?), ébéniste
- Riboullier
- Jean-Henri Riesener (1734-1806), ébéniste
- Famille Rinck, dont :
  - Jacques Rinck (1843 -)
  - Eugène Rinck (1873 - 1945)
  - Maurice Rinck (1902 - 1983)
- Laurent Rochette (1723-1772), ébéniste
- David Roentgen (1743-1809), ébéniste
- André-Jacob Roubo (1739-1791), ébéniste
- Clément Rousseau (1872-1950), sculpteur et dessinateur
- Pierre Roussel (1723-1782), ébéniste et marqueteur
- Hubert Roux (1731-1805), ébéniste
- Jean-Baptiste Roux (1764-1836), ébéniste, fils du précédent. Gendre de l'ébéniste Simon Mansion
- François Rubestuck (1722-1785), ébéniste
- Jacques-Émile Ruhlmann (1879-1933), décorateur et dessinateur

## S
- Famille Saaïdi, dont :
  - Hadj Abdelkader Saaïdi (1946 -), Maître ébéniste, sculpteur, dessinateur et menuisier en sièges
  - Hadj Abdellah Saaïdi (1952 -), sculpteur et menuisier en sièges, frère de Hadj Abdelkader Saaïdi
  - El Hassan Saaïdi (1961 -), sculpteur et menuisier en sièges, frère de Hadj Abdelkader Saaïdi
  - Adnane Saaïdi (1976 -), Concepteur et dessinateur, fils de Hadj Abdelkader Saaïdi
- Famille Sambin, dont :
  - Hugues Sambin (1515-1602), architecte et sculpteur
  - François Sambin (XVIIe siècle), menuisier, fils du précédent
- Claude-Charles Saunier (1735-1807), ébéniste
- Auguste-Hippolyte Sauvrezy (1815-1883)[1]

- Famille Schmit, dont :
  - Frédéric Jean Schmit (1830-1880)
  - Jacques Schmit (1855-1880)
- Sellier (1806-1830), ébéniste et menuisier en sièges
- Claude Séné (1724-?), ébéniste et menuisier en sièges
- Jean-Baptiste Séné, ébéniste et menuisier en sièges
- Paul Sormani (1817-1877), ébéniste
- Louis Soubrier
- Joseph Stockel fin du XVIIIe siècle, ébéniste
- Louis Süe (1875-1968), ébéniste
- Speich Frères, maison du 230 faubourg Saint Antoine, ébénistes (1900)
- Suzanne Guiguichon (1900-1985.)  Décorateur français et designer de meubles né et actif à Paris.

## T
- Jean-Pierre Tahan (1813-70)
- Guillaume Thirion (1995-...) Menuisier Ebeniste
- Jean-François Thuillier (reçu Maître en 1752), ébéniste
- famille Tilliard, XVIIIe siècle, menuisiers en sièges :
  - Jean-Baptiste I Tilliard (1685 - 1766)
  - Jean-Baptiste II Tilliard (1723 - 1798)
- Charles Topino (1725-1789 ?), ébéniste et marqueteur
- Michael Thonet ébéniste et industriel 2 juillet 1796 mort le 3 mars 1871. Voir Art Nouveau.

## V
- Eugène Vallin (1856-1922), ébéniste
- Bernard Van Riesenburgh, (1700-1760), ébéniste, fils de Bernard Van Risamburgh
- Bernard Van Risamburgh (1670-1738)
- Roger Vandercruse dit « Lacroix » (1728-1799), ébéniste et marqueteur
- Vervelle (1838-1893) grand ébéniste du second empire
- Jean Baptiste Vassou, (1739-1807) - Menuisier-ébéniste. Maître le 28 janvier 1767
- Gabriel Viardot (1830-1906)
- Luc Volpe (1920-2013), ébéniste et marqueteur Rue de Candie (Paris)

## W
- Claude Wagner ou Wagener, (1775-1832), ébéniste et vernisseur
- famille Wassmus ou Weissmusc, XIXe siècle, ébénistes, dont :
  - Henri-Léonard Wassmus, XIXe siècle, dessinateur et ébéniste
- Hans Wegner (XXe siècle), designer
- Adam Weisweiler (1744-1820), ébéniste
- Jean-Jacques Werner (1791-1849), ébéniste
- Charles Winckelsen (1812-1871)

## Z
- Zwiener[réf. nécessaire], fin du XIXe siècle, ébéniste